# Dantrolen
Dantrolen (łac. Dantrolenum) – organiczny związek chemiczny zbudowany z pierścieni hydantoiny, furanu i p-nitrofenolu. Stosowany jako lek działający rozkurczowo na mięśnie szkieletowe.

## Mechanizm działania
Lek działa rozkurczająco na mięśnie szkieletowe poniżej płytki motorycznej bezpośrednio na miofibryle. Hamuje wydostawanie się zmagazynowanych w siateczce śródplazmatycznej jonów wapnia (Ca2+), niezbędnych do powstania skurczu mięśnia. W rezultacie nie dochodzi do łączenia się wapnia z troponiną, która jest połączona z aktyną i tropomiozyną. Uniemożliwia to przyłączenie się główek miozyny do aktyny i wzajemnego przemieszczenia się włókien względem siebie.

## Farmakokinetyka
Po podaniu doustnym słabo wchłania się z przewodu pokarmowego. Ulega metabolizmowi w wątrobie. Wydalany głównie przez nerki w postaci zmetabolizowanej. Okres połowicznej eliminacji po podaniu dożylnym wynosi 4-8 h, po podaniu doustnym 8,7 h.

## Wskazania
- spastyczne skurcze mięśni spowodowane uszkodzeniem górnego neuronu ruchowego (do 25 mg raz dziennie)
- hipertermia złośliwa (dożylnie, profilaktycznie przed zabiegiem 1 mg/kg, leczniczo 2,5 mg/kg masy ciała)
- złośliwy zespół neuroleptyczny – powikłanie występujące głównie u osób leczonych lekami neuroleptycznymi[4]

## Działania niepożądane
- ospałość
- zawroty głowy
- biegunka
- zaburzenie oddychania
- bóle brzucha
- podwójne widzenie
- utrata apetytu
- zaburzenia mowy
- hepatotoksyczność wywołana idiosynkrazją (wytwarzaniem przeciwciał przeciwko hepatocytom), szczególnie u kobiet powyżej 35 lat

## Postacie handlowe
- Dantamacrin – kapsułki, zawiesina
- Dantrium – kapsułki
- Dantrolen – ampułki, fiolki